# Архитектура деконструктивизма
Деконструктивизам је један правац у новијој историји архитектуре који се наставља на постмодерну архитектуру. У ослањању на деконструкцију Жак Деридa (Jacques Derrida) ће се подробити једној новој конструкцији и техници.

## Развој и настанак
Појам деконструкција као један правац у развоју архитектуре има своје почетке са 1988. годинама од Филип Џонсона („Philip Johnson“) и Марк Виџлеја („Mark Wigley“) који су инсценирали у Музеју модерне уметности у Њујорку изложбу „Деконструктивичке архитектура“ у делима седам архитеката: Френк Гери („Frank Gehry“), Данијел Либескинд („Daniel Libeskind“), Рем Колхас („Rem Koolhaas“), Петер Аисенман („[Peter Eisenman“), Заха Хадид („Zaha Hadid“), Куп Химелбау („Coop Himmelbau“) и Бернард Чуми („Bernard Tschumi“). Развој је започео око 10 година раније са делом Френк Герија у Санта Моници са стамбеном зградом која се сматра првим делом у деконструктивистичкој архитектури.
У архитектури су у употреби увек чисте форме зграда једноставних геометријских форми коцке, купе, кугле, пирамиде, ваљка итд. за конструкцију и за одређивање стабилних карактера. Омекшавање и стварање хармоније јединство и стабилан карактер решено је стварањем одређеног орнамента.
Почетком 20. века у делима руске авангарде са класичним правилима композиције уз употребу косе композиције Наум Габо, Ел Лисицки, Казимир Маљевич, Александар Родченко, Владимир Татљин, Ласло Мохољи Нађ су покушавали остварити дела у геометријским облицима у сликарству, вајарству и архитектури у којој су ова дела која су остала нереализована предсказала појаву овакве архитектуре.
Између површне сличности у истоветности имена у филозофији и литератури деконструкције не постоји никаква стварна повезаност са њима и архитектуром овога стила.

## Деконструкција према Дериди
Према Жаку Дериди је деконструкција анализа традиционалних семантичких јединица све док се не добије сакривена и потлачена претпоставка. Појам деконструкције првобитно у већој мери је  зарезонирао пре свега у америчкој литерарној науци а за самог Дерена деконструкција је израз за промену реда рационалитета у којој живимо.
Идеја деконструкција је била можда водећа мисао при оснивању „Collège International de Philosophie“ 1983. године у Паризу под Деридиним водством. Ова установа требало је да на интердисциплинарној разини а мимо академске хијерархије одржавања слободне могућности филозофског истраживања.

## Примери за деконструктивистичку архитектуру
- Јеврејски музеј у Берлину Данијел Либескинд
- Музеј Гугенхаим у Билбау од Френк Гериа
- Уфа Кристалпаласт од Куп Химелбауа
- Музеј у Херфорду од Френк Гериа
- Институт у Штудгарту од Гинтер Бениша

## Слике
- Геријева кула у Хановеру
- Вајсманов музеј уметности
- Плешућа кућа у Прагу
- Experience Music Project
- Центар Стата
- Центар Стата
- Зграда Питер Луис, седиште Школе за управљање „Ведерленд“ у Кливлденду
- Унутрашњост зграде Питер Луис
- Мост